# العلاقات الأيرلندية الكولومبية
العلاقات الأيرلندية الكولومبية هي العلاقات الثنائية التي تجمع بين جمهورية أيرلندا وكولومبيا.

## مقارنة بين البلدين
هذه مقارنة عامة ومرجعية للدولتين:
| وجه المقارنة                                              | جمهورية أيرلندا                                       | كولومبيا        |
| --------------------------------------------------------- | ----------------------------------------------------- | --------------- |
| المساحة (كم2)                                             | 70.27 ألف                                             | 1.14 مليون      |
| عدد السكان (نسمة)                                         | 4.76 مليون                                            | 49.07 مليون     |
| الكثافة السكانية (ن./كم²)                                 | 67.74                                                 | 43.04           |
| العاصمة                                                   | دبلن                                                  | بوغوتا          |
| اللغة الرسمية                                             | اللغة الأيرلندية، لغة إنجليزية، الإنجليزية الأيرلندية | اللغة الإسبانية |
| العملة                                                    | جنيه أيرلندي، يورو، عملات اليورو الأيرلندية           | بيزو كولومبي    |
| الناتج المحلي الإجمالي (بليون دولار)                      | 333.73 مليار                                          | 309.19 مليار    |
| الناتج المحلي الإجمالي (تعادل القوة الشرائية) بليون دولار | 318.16 مليار                                          | 724.96 مليار    |
| الناتج المحلي الإجمالي الاسمي للفرد دولار أمريكي          | 61.13 ألف                                             | 7.60 ألف        |
| الناتج المحلي الإجمالي للفرد دولار أمريكي                 |                                                       | 13.36 ألف       |
| مؤشر التنمية البشرية                                      | 0.916                                                 | 0.720           |
| رمز المكالمات الدولي                                      | +353                                                  | +57             |
| رمز الإنترنت                                              | .ie                                                   | .co             |
| المنطقة الزمنية                                           | 00، ت ع م+01:00، أوروبا/دبلن ‏                         | 00              |

## منظمات دولية مشتركة
يشترك البلدان في عضوية مجموعة من المنظمات الدولية، منها:
| علم المنظمة | اسم المنظمة                               | تاريخ انضمام جمهورية أيرلندا | تاريخ انضمام كولومبيا |
| ----------- | ----------------------------------------- | ---------------------------- | --------------------- |
|             | مؤسسة التنمية الدولية                     | 22 ديسمبر 1960               | 16 يونيو 1961         |
|             | يونسكو                                    | 3 أكتوبر 1961                | 31 أكتوبر 1947        |
|             | وكالة ضمان الاستثمار متعدد الأطراف        | 27 أكتوبر 1989               | 30 نوفمبر 1995        |
|             | الأمم المتحدة                             | 14 ديسمبر 1955               | 5 نوفمبر 1945         |
|             | الفريق المعني برصد الأرض                  | ?                            | ?                     |
|             | الاتحاد البريدي العالمي                   | ?                            | ?                     |
|             | البنك الدولي للإنشاء والتعمير             | 8 أغسطس 1957                 | 24 ديسمبر 1946        |
|             | المنظمة الهيدروغرافية الدولية             | ?                            | ?                     |
|             | الاتحاد الدولي للاتصالات                  | 8 ديسمبر 1923                | 25 أغسطس 1914         |
|             | منظمة حظر الأسلحة الكيميائية              | ?                            | ?                     |
|             | مؤسسة التمويل الدولية                     | 11 سبتمبر 1958               | 20 يوليو 1956         |
|             | المركز الدولي لتسوية المنازعات الاستشارية | 7 مايو 1981                  | 14 أغسطس 1997         |
|             | منظمة التجارة العالمية                    | ?                            | ?                     |
|             | منظمة الشرطة الجنائية الدولية             | ?                            | ?                     |

## أعلام
هذه قائمة لبعض الشخصيات التي تربطها علاقات بالبلدين:
- ألفريدو دي ستيفانو (لاعب كرة قدم أرجنتيني، 4 يوليو 1926[22][23][24] – 7 يوليو 2014[22][24][25])

## وصلات خارجية
- موقع وزارة الخارجية الأيرلندية